# アルモリカ

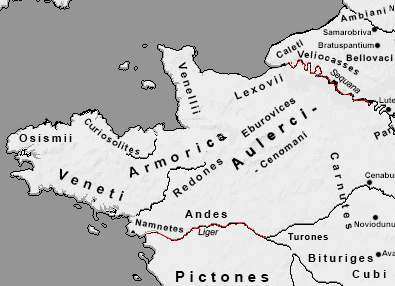
ローマ時代の地図に描かれたアルモリカ

アルモリカ （ラテン語: ArmoricaまたはAremorica、ブルトン語: Arvorig）は、古代ガリアの一部の名称。セーヌ川とロワール川とに挟まれた地域で、内陸の不確定な地点まで伸び、大西洋へ下り、ブルターニュ半島も含んでおり、より具体的には、ロワール川河口南のポルニックからコー地方のディエップまでの間を指す。

## 語源
アルモリカという名称の語源は、ガリア語の語句are-mori（海の上）から派生したガリア語の地名Aremorica（*are-mor-ika、海によって定まる地）である。接尾辞の-ikaは、最初は形容詞の形態をつくるため使われ、その後名詞となった（例としてノルマンディーのPays d'OucheはUticaから、PercheはPerticaから派生したものである）。文献学者のフェリックス・ガフィオ（fr）によれば、Aremoricaのつづりはラテン語の通常の形態で、Armoricaはその変形したものであるという。初期のアルモリカの範囲は曖昧で、10世紀にはノルマンディーの一部となっていた広大な部分を含んでいた。一部の解釈では、ガロンヌ川までに至る海岸線全てを含むという。後世になって、このアルモリカという語は古代のブルターニュ半島を指す名称に限って使われるようになった。
ウェールズ語やコーンウォール語と同様に島嶼ケルト語のブリソン諸語に属するブルトン語においては、「海の上」をwar vor（ウェールズ語ではar y môr）といった。古語のarvorはブルターニュ沿岸部を指す名称として用いられ、反対にargoad（森の中を意味する。ウェールズ語ではar goed）はブルターニュ内陸部を指していた。こうした同一語源の現代的な使用法は、ローマ人が最初に内陸部で沿岸の人々と接触していたことを示唆しており、Aremoricaという地方名が、沿岸も内陸も含む全ての領域として呼ばれていたと推測される。

## 古代アルモリカ

ガリア北西部の部族

古代ギリシャの地理学者ポセイドニオスとストラボンは、アルモリカニ（Armoricani、アルモリカの民）が、ゲルマン人のベルガエ侵入によって移住を余儀なくされた、ベルガエのガリア人に起源を持つ人々だと記している。
大プリニウスは『博物誌』のなかで、「アルモリカはアクイタニアの古い名であり、アルモリカの南の境界はピレネー山脈まで伸びている」と主張している。名称がガリア語源であることを考慮すると、Aremoricaは国名ではなく一種の地理的地域、海に囲まれた地方であることについて説明した名であるので、完全に正しく論理的である。大プリニウスは、アルモリカに定住していた以下のケルト部族を一覧表示していた。ローマと条約を結んだアエドゥイ族、カルヌテニ族、いくらかの独立を維持するメルディ族、セクシアニ族、他にボイイ族、セノネス族、アウレルキ族、パリシイ族、トリカセス族、アンディカウィ族、ウィドゥカセス族、ボディオカセス族、ウェネティ族、コリオソリテス族（en）、ディアブリンティ族、レドネス族（fr）、トゥロネス族、アトセウイ族である。
ガリア時代のアルモリカは、ガリアの部族による広範囲の連合体を形成していた。連合体は歴史的なブルターニュとみなされる現在の5県（フィニステール県、モルビアン県、コート＝ダルモール県、イル＝エ＝ヴィレーヌ県、ロワール＝アトランティック県）、ペイ・ド・ラ・ロワール地域圏の北西部分（マイエンヌ県、サルト県、アンジュー）、現代のノルマンディーのほぼ全土（マンシュ県、カルヴァドス県、ウール県、そしてセーヌ＝マリティーム県の一部）、そしてソンム川までの近隣地方が含まれていた。カエサルはそこに住む人々の一部がベルガエであることに言及している。ベルガエとはすなわちセーヌ川の北側を指している。川は歴史的に北のガリア・ベルギカとガリア・コマータ（fr、長髭のガリア。ローマがまだ征服していないガリアを指す）とを分断するとみなされてきたからである。
このアルモリカ連合体の境界は厳密に定義されていない。異なる仮説を他の著者たちは提案している。
1. 一部は、アルモリカがセーヌ川河口からジロンド川河口までの範囲であるとする[5]。なぜならばトラクトゥス・アルモリカヌス・エト・ネルウィカヌス（Tractus Armoricanus et Nervicanus）という軍監視当局が正式に設置されていた時代である380年当時、ローマの県アルモリカはジロンド川入り江まで拡張していたのである。
2. 他の説には、ブルターニュはマンシュ県やカルヴァドス県にまで領域が減少していたというものがある。

近年こうした地形による区別は受け入れられないものとなっている。第一に、ウェネティ族の敵であった、ポワトゥーのピクトン族、サントンジュのサントン族はアルモリカ先住民とみなされたことがない。第二に、コー地方にいたカレテス族はアルモリカ先住民とみなされていたことが知られるようになったからである。

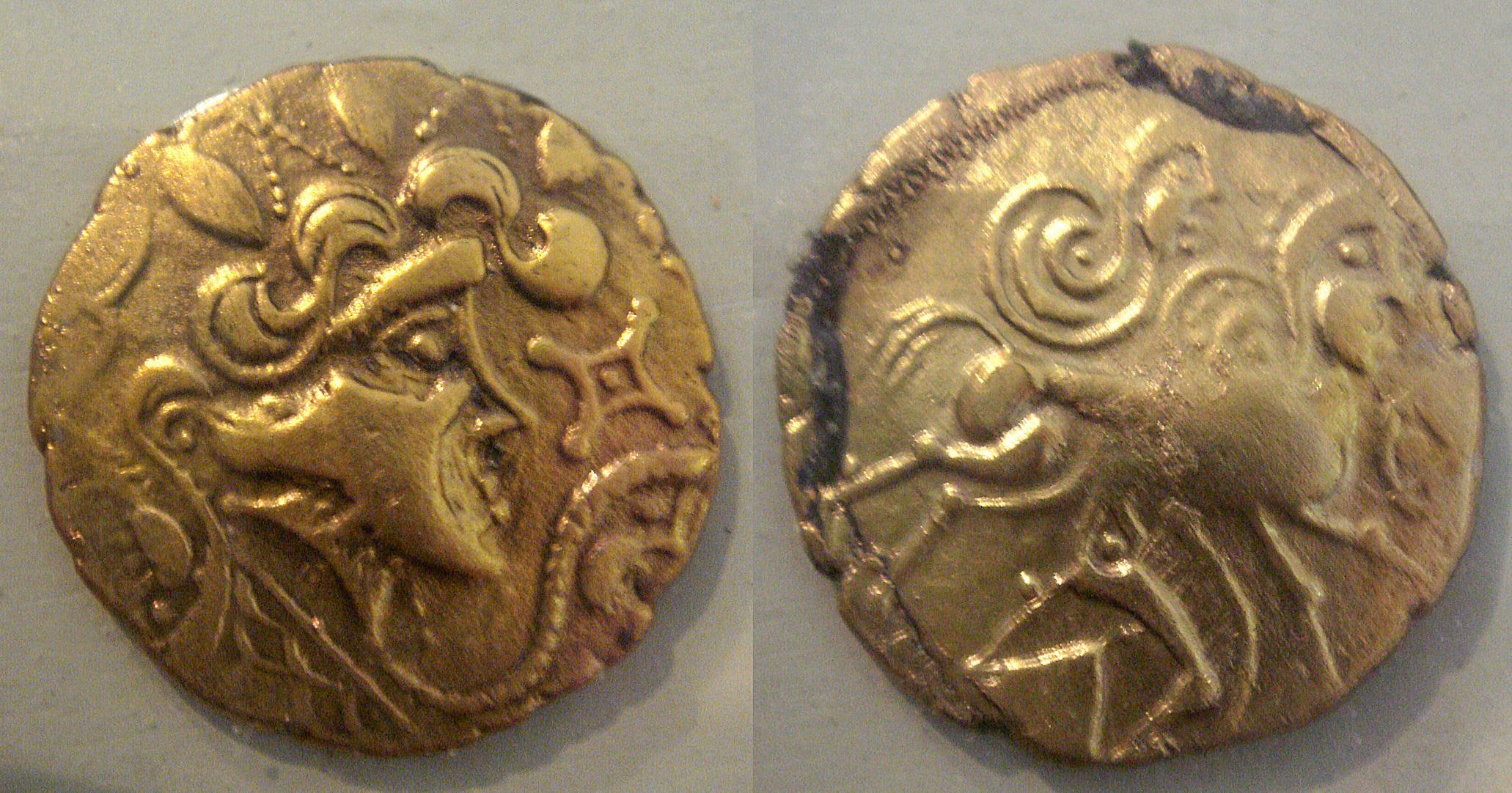
オシスミ族の硬貨

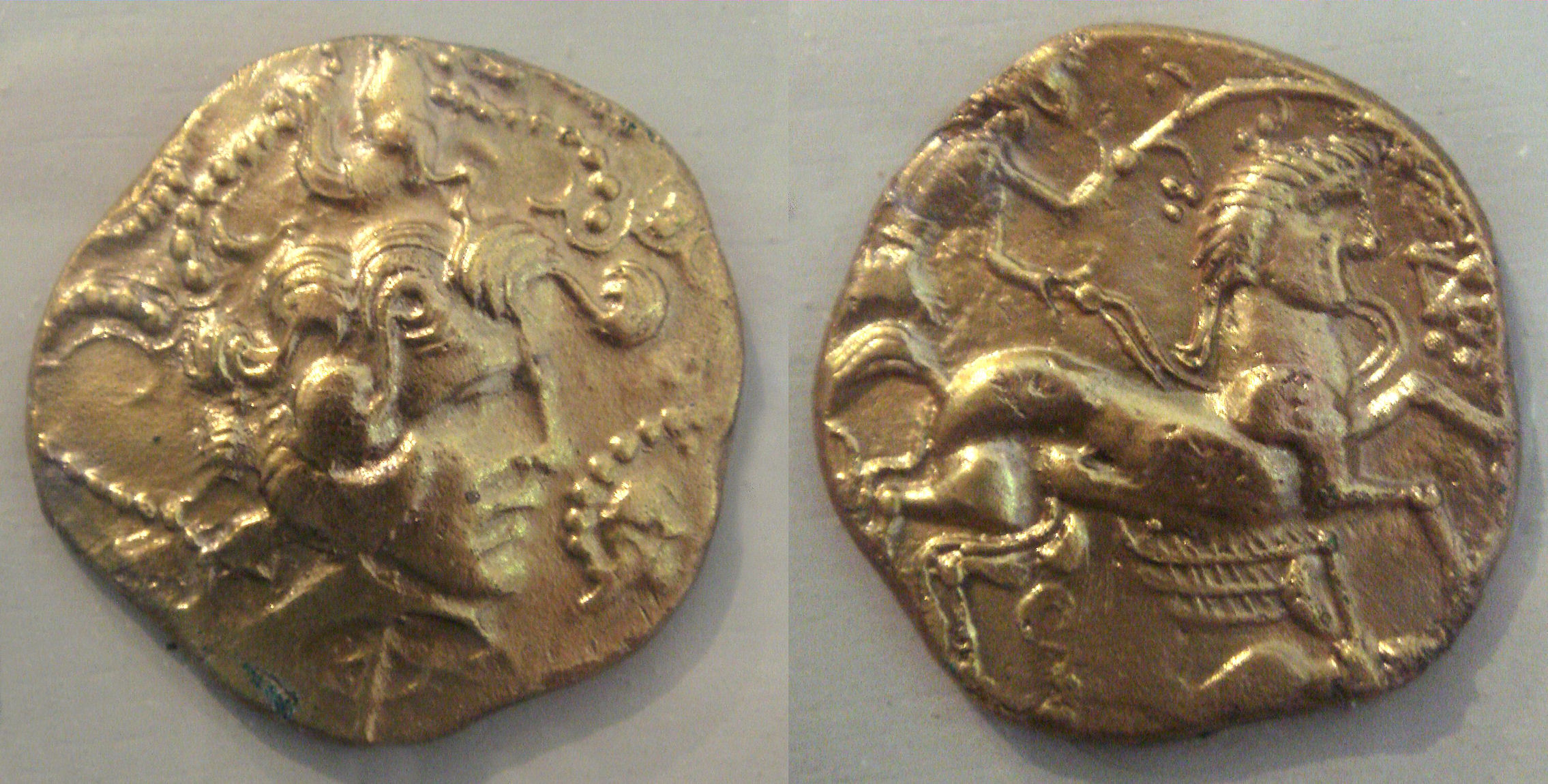
ウェネティ族の硬貨

アルモリカの西部には、マッシリアのピテアスがOstimioiと記した、オシスミ族（en）が定住していた。この名前は「この世で最も偉大な者」、「世界の果ての者」を意味している。アルモリカ南部には、ガイウス・ユリウス・カエサルにその強力さを印象付けたウェネティ族がいた。ウェネティ族の人々は、商人や、強力な組織を持つ船乗りたちだった。また、彼らは長老で構成される元老院を持っていた。彼らはさらに、アルモリカの富を示す大艦隊を持っていた。彼らはブリテン諸島からイタリアまで貿易をし、商品を広めた。真珠（ガイウス・スエトニウス・トランクィッルス、カエサルが言及している）、シトゥラ（Situla）、青銅製の壷、ワイン壷、神々の彫像、宝石や豪華な装身具、そして武器であった。ワインやオリーブオイルで満たされたアンフォラを伴うこうした商品は、オスティア、ポッツォーリ、アンセドニア（現在はオルベテッロの分離集落）で船に積まれ、船でナルボンヌへ輸送された。彼らはローラゲ地方を入り口としてトゥールーズ、最後にボルドーへ陸路で到達し、大西洋岸に出て儲けた。ローヌ川谷、ロワール川谷へと続く別の交易路が存在したことが判明している。
ボルドーとナントから船はカボタージュ船団となって沿岸沿いにヴァンヌへ、サン・マロ地域に到達するまで広大な半島に品物を供給するためその他の全ての港に立ち寄った。この港からの物資はブリテン諸島南岸に運ばれていった。特に、現在のドーセットシャー・ボーンマス近くのヘンゲストベリー・ヘッド（en）にあったエンポリウムである。そこではローマ時代のワインが入っていたアンフォラの多数の破片、オシスミ族やコリオソリテス族のセラミック、アルモリカの大きな半島で作られた多くの硬貨（ほとんどがコリオソリテス族のもの）が見つかっている。コーンウォールとブルターニュ半島のこうした「有史以前」のつながりは、中世まで続くつながりの土台となった。さらに遠く東のブリテン島沿岸での、典型的な大陸とのつながりは、アルモリカとではなく、セーヌ川下流の渓谷地帯とのものだった。
シケリアのディオドロスによって記述がされ、大プリニウスがほのめかした、アルモリカとブリテン島の間の貿易は古くに確立されていた。なぜなら紀元前57年のプブリウス・リキニウス・クラッススの遠征後、アルモリカでのローマ支配に対して抵抗運動は続き、依然としてブリテン島のケルト貴族が抵抗を支援していたのである。それに対してカエサルは紀元前55年と紀元前54年の2度、ブリテン島に侵攻した。アルモリカとブリタンニアエをつなぐ複雑にからみあった文化網のヒントは、カエサルがスエシオネス族の王ディウィシアクス（en）について、「彼は全ガリアで最も強力な支配者であるだけでなく、この地域の広大な一帯はおろかブリテン島までも支配下においていた」と、記述したときに与えられた。
ウェネティ族を通じて、アルモリカの半島はローマ人にイタリアのスズやブリテン諸島の銅、琥珀、奴隷、狩猟犬、鉛、塩、革、金やその他の商品を売っていた。塩漬け肉やアルモリカの食肉加工品は既によく知られており、ローマで食されていた。
ウェネティ族は現在のモルビアン湾岸に住み、ヴァンヌ（Vannes）という地名の語源となった。興味深いことに、北イタリアに定住し6世紀には異なる強力な海洋都市国家ヴェネツィア共和国をつくったウェネティ族（en）と同じ名である。
ウェネティ族が暮らす土地の南側、ロワール川河口地帯にはナムネテス族（fr）がいた。彼らの名はナントの語源である。ナムネテス族の名はストラボンとプトレマイオスからサムニテス族（fr）と呼ばれている。
現在のブルターニュ半島北部と東部には、コリオソリテス族（ラテン語ではCoriosolitae）がいた。Corioとは「戦士」を意味する。彼らは現在のコート＝ダルモール県に暮らし、その中心地はアルウィイ（Arvii。ラテン語ではFanum Martis、現在のコルスール）といった。レドネス族は現在のイル＝エ＝ヴィレーヌ県にいた。彼らの名はレンヌやルドンの語源となっている。
紀元前57年、カエサルは他のガリア族から提供された船を採用してモルビアン湾の海戦においてウェネティ族艦隊を撃破した。戦い後、ウェネティ族の長老たちは殺害され、残った者たちは奴隷として売られたとカエサルは報告している。
考古学は、考古学者および貨幣学者フィリップ・ドゥ・ジャージー（en）が調査してきた、鉄器時代アルモリカの貨幣鋳造をまだ明らかにしていない。

## ローマ支配下のアルモリカ

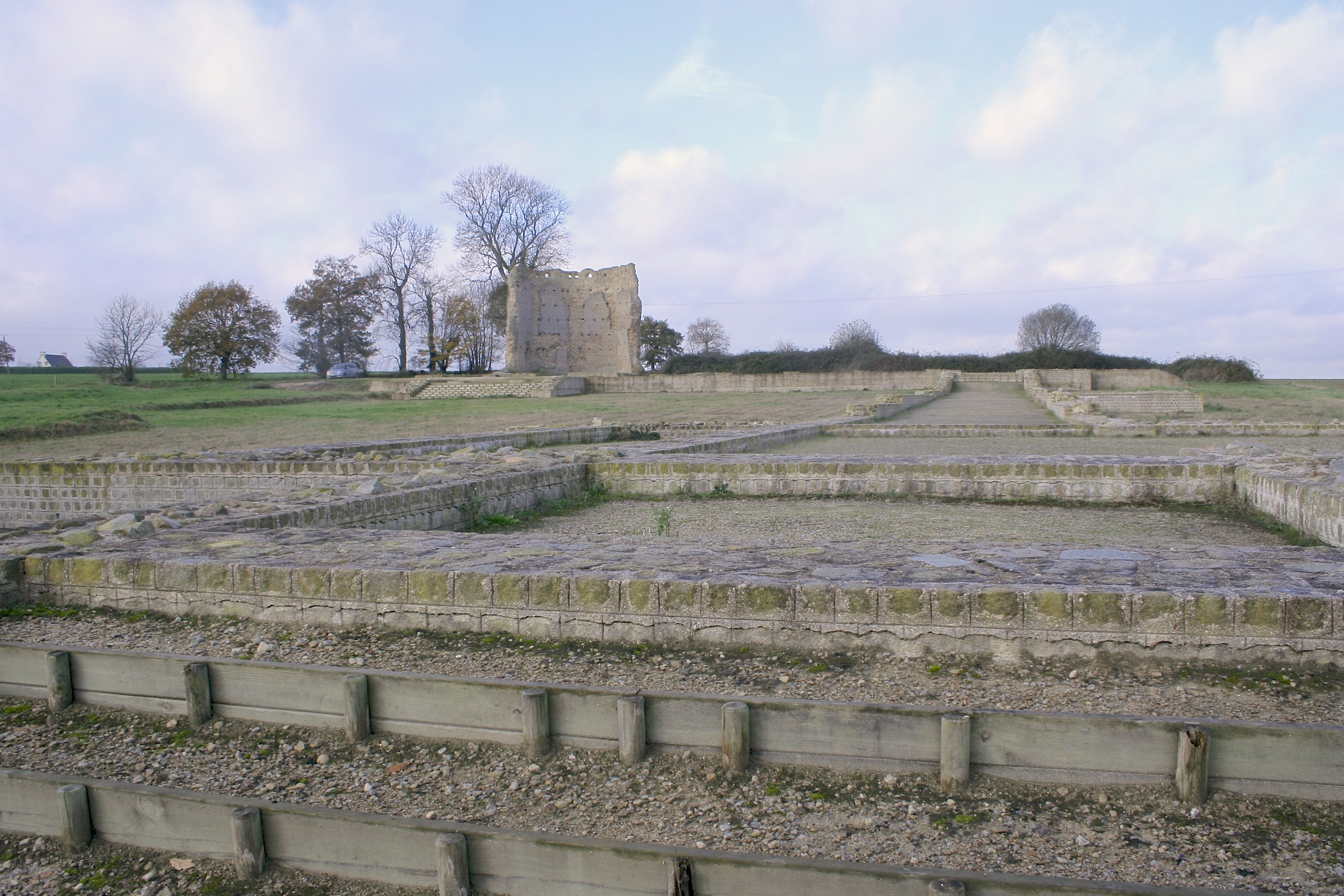
コート＝ダルモール県コルスールに残るローマ時代のマルス神殿跡

ローマ帝国時代のアルモリカは、ルグドゥヌム（en、現在のリヨン）を首都とするローマ属州ガリア・ルグドゥネンシスの一部であった。4世紀に属州が再編されると、アルモリカはルグドゥネンシスの第2および第3の区分下におかれた。ローマ皇帝ウァレンティニアヌス1世時代の370年、トラクトゥス・アルモリカヌス・エト・ネルウィカヌス（Tractus Armoricanus et Nervicanus）という軍監視当局が正式に設置された。この機関は海上からの脅威に備え、ジロンド川からブローニュまでの沿岸監視を行っていた。
帝国の全ての部分と同じく、ローマ人は地元エリート階級の中に彼ら独自の文化を採用した政策を広めた。ローマ市民権の獲得や社会進出の機会を手に入れるには、ラテン語の習得やローマ税法を受け入れる必要があった。
確かに帝国最盛期のアルモリカは経済や増加した人口で発展し、完全にローマ帝国の一部となっていた。しかしアルモリカにおけるローマ化は、残されたラテン語碑文がわずかだったことが示しているように、限界があった。文化人類学研究では、当時のアルモリカ住民はローマ支配下でも純粋なケルト語の名を持っていたことが明らかになっている（Moricus、Smertulitanus、Rextugenos、Vertrosなど）。
ローマ人のアルモリカ征服は根本的に社会の構造を変えることはなかった。都市に比べればその外では、他種族であるローマ人が少数派でしかなく、ラテン語が普及しなかった。アルモリカにキリスト教が伝道されたとき、先住民はまだ非常に強力に彼らの祖先の文化とつながっていた。ローマ化に関係した技術発展に議論の余地がないにもかかわらず、アルモリカ住民は反教会派の大部分を占めていた。
ゲルマン系海賊の攻撃から半島を防衛するため、ローマ支配層が島嶼部の住民からなるローマ軍団を召還したあと、および海賊の襲撃から逃れるためブリトン人たちが移住を始めたのち、ブリテン島の西にあるアイルランド（ヒベルニア）に植民が試みられた。そしてアルモリカの海側の一部はブリタンニア・ミノール（Britannia minor、小さなブリタンニア）、その後単にブリタンニア、すなわち現在のフランス語名ブルターニュと呼ばれるようになった。
407年にローマ軍団が撤退した後、地元のエリート階級は公民の行政官を追放した。アルモリカは430年代と440年代に反乱が起きた。ローマ化したアルモリカ住民が支配者側を追い出した。451年のカタラウヌムの戦いでは、ローマのフラウィウス・アエティウス将軍と西ゴート王テオドリック1世が率いる連合軍が、フン族の王アッティラ率いるフン族連合軍を粉砕した。6世紀の東ローマ帝国の官僚ヨルダネスは、アエティウスの同盟者としてアルモリカの者たちやその他ケルトまたはゲルマン諸族が含まれていたとしている。

## ブリトン人移住

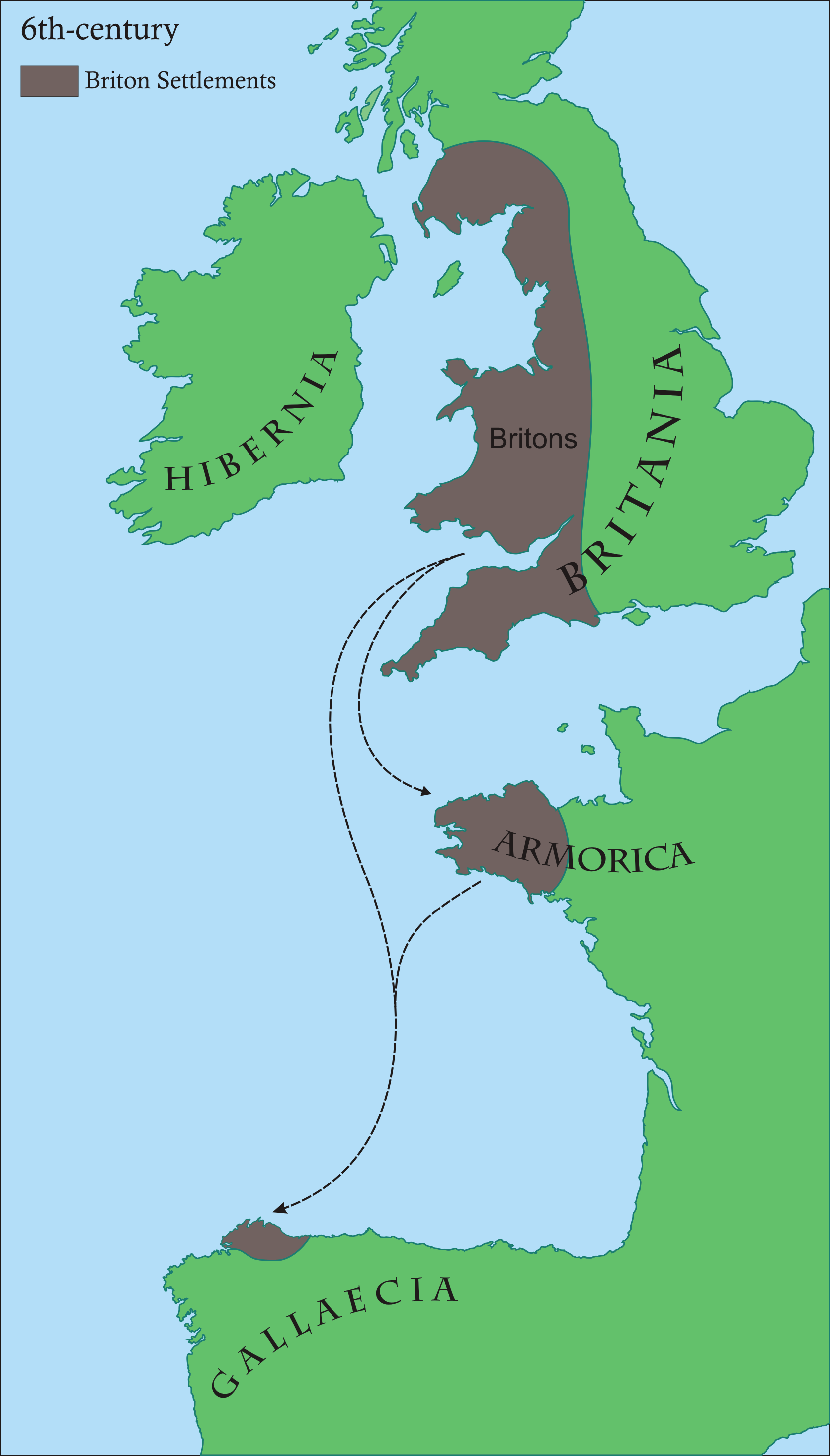
6世紀のブリテン島から大陸への移住

5世紀から7世紀にかけての、記録が乏しい時代に、ブリテン島のブリトン人たちがアルモリカの半島へ移住した。彼らはアルモリカに既にあったノルマン人（Normand）たちの領地全体、特にコタンタン半島、現在のカルヴァドス県（特にカーン周囲）に移住していたことが、レオン・フルリオ教授（fr）の研究で確認されている。後にノルマンディーとなる地と、ブリテン島とのつながりはかくも密接であった。
遠く離れた東ローマ帝国のプロコピオスでされ、島嶼部から本土への移住の話を耳にしている。彼がブリッティア（en、死者の魂が運ばれる西の果ての島）であるとした場所は大部分が想像上である。
ノルマンディーは特にブルトン聖人の名残が豊かである。現在もイギリス沿岸と向かい合うノルマンディーの沿岸を、5世紀から6世紀にかけて移住者たちが組織的に避けていたとは考えにくい。アイルランド出身の聖パトリキウスは、ノルマンディーの6箇所以上の教区にその名を残している。聖メン（fr）は3箇所の教区に名を残す。かつてエクザンプション（exemption）であった、サント＝メール＝エグリーズ（マンシュ県のコミューン）はバイユー司教区に属する5箇所の教区の1つの飛び地で、旧サン・ムウェン修道院（Saint Mewen、現代ブルトン語ではMéen、コーンウォール語ではMewan）の名残である。聖アンナ（Saint Anne）、聖アルメル（Saint Armel）、聖オーバン（Saint Aubin）、そして聖メン、聖サンソン（Saint Samson）はノルマンディーの多くの地で称えられている名である。ノルマンディーではブルトン聖人崇拝にちなむ地名の数が突出して多い。例えば、聖マクルー（Saint Maclou）はラテン語化するとマクトゥス（Macutus）となり、これは聖マロに他ならない。
ブルトン語の言語学的起源は明白である。島嶼ケルト語の1つであるコーンウォール語やウェールズ語と同様、ケルト語系の古ブリトン語（en）から進化したブリソン諸語である。この言語は移住したブリトン人によってもたらされた。それでも、ブリテン島のケルト文化とケルト系のブルトン語の関係の謎は、解決からほど遠い。
C・E・V・ニクソンによれば、ローマ帝国の弱体化は、侵入した西ゴート族による略奪が、帝国の他地域を人々が見捨てたことで拍車がかかり、さらには土地を捨てた農民、奴隷、抑圧された者たちを惹きつける磁石のような存在にアルモリカがなっていったことが原因であるという。
9世紀から10世紀初頭、ヴァイキングまたはノース人がコタンタン半島やルーアン周辺のセーヌ川下流域に移住したとき、これらの地域はノルマンディーとして知られるようになり、アルモリカの名は使用されなくなった。アルモリカ西部は既にブルターニュへと進化していた。東部はフランク族の観点からフランク族の侯が治めるマルシュ・ド・ブルターニュ（fr:Marche de Bretagne、ヴァンヌからブロワまでの地域につくられた緩衝地帯）に再編された。

## 現代の用法
現代でもアルモリカの名が用いられる名称が2つあるが、1つは誤っている。
- アルモリカ山塊 - ノルマンディー、メーヌの西からブルターニュ半島、ヴァンデに向かって伸びる山地。
- アルモリカは多くの場合、海を意味するブルトン語の語句ar morと誤って同化することによって、ブルターニュ（Bretagne）と同義語であるとみなされている。ブルトン語のアルモール（Armor）はアルモリカから派生したものだとしてブルターニュ各地の地名や、コート＝ダルモール県という名称にも採用されている。ブルトン語のmorはAr-mor-icaのmor、ケルト語と同じ語源であり、当時ブルターニュの沿岸に住んでいた人々を指して使われ、その反対がアルゴート（Argoat）であった。アルモリカがブルターニュと同義語であるというのは誤りであるが観光ガイドで普通に使われ、ブルターニュ史を書いた一部の書籍に表示されているため、混乱が収まっていない。現在のブルターニュは古代アルモリカに完全に含まれるが、「ブルターニュ」がアルモリカに属した半島全て（アルモリカには現在のコタンタン半島も含まれていた）を包含しないことは他方で正確である。